# Four Lakes (Washington)
Four Lakes es un área no incorporada ubicada en el condado de Spokane en el estado estadounidense de Washington.

## Geografía
Four Lakes se encuentra ubicado en las coordenadas 47°33′41″N 117°35′39″O / 47.56139, -117.59417.